# Marta Bernardi
Marta Bernardi (1989) es una deportista italiana que compite en triatlón. Ganó dos medallas en el Campeonato Europeo de Triatlón de Media Distancia, bronce en 2021 y plata en 2025.

## Palmarés internacional
| Campeonato Europeo | Campeonato Europeo | Campeonato Europeo | Campeonato Europeo |
| Año                | Lugar              | Medalla            | Prueba             |
| ------------------ | ------------------ | ------------------ | ------------------ |
| 2021               | Walchsee (Austria) | Medalla de bronce  | Individual         |
| 2025               | Pamplona (España)  | Medalla de plata   | Individual         |